# Belanovce
Belanovce (cirill betűkkel Белановце) egy falu Szerbiában, a Pcsinyai körzetben, a Vladičin Hani községben.

## Népesség
- 1948-ban 540 lakosa volt.
- 1953-ban 558 lakosa volt.
- 1961-ben 541 lakosa volt.
- 1971-ben 496 lakosa volt.
- 1981-ben 375 lakosa volt.
- 1991-ben 170 lakosa volt
- 2002-ben 113 lakosa volt,[1] akik mindannyian szerbek.[2]